# Finanzjournalismus
Finanzjournalismus spezialisiert sich aus dem Wirtschaftsjournalismus heraus. Im Finanzjournalismus befassen sich die Journalisten mit der Entwicklung an den Aktien-, Anleihe-, Devisen- und Rohstoffmärkten. Jedoch spielen auch die verschiedenen Möglichkeiten eine große Rolle, Geld richtig anzulegen. Die Spezialisten geben hierfür sowohl Kommentare als auch Empfehlungen ab, wie und wo der Anleger sein Geld am besten investieren könnte. „Der Finanzjournalismus soll also professionell und kritisch Öffentlichkeit herstellen zu allen Themen rund um die Beschaffung und Anlage von Geld“, so Volker Wolff in dem Buch Finanzjournalismus.

## Inhalt
Die Aktualität spielt im Finanzjournalismus eine große Rolle, da sich der Aktienmarkt stündlich verändert. Finanzmagazine wie Capital oder Finance Magazin sind Very-Special-Interest-Magazine, für die Finanzjournalisten arbeiten. In diesen Blättern werden die neusten Information des Finanzmarktes behandelt. Die Aufgabe eines Finanzjournalisten ist es, komplizierte Marktzusammenhänge einem möglichsten breiten Publikum verständlich nahe zu bringen. Für die Artikel eignen sich fast alle journalistischen Darstellungsformen. Oft sind es Kommentare oder Leitartikel, in denen die Finanzjournalisten ihre Meinung über das Geschehen äußern.

## Recherche
Wie in allen journalistischen Ressorts ist auch im Finanzjournalismus eine adäquate Recherche essenziell. Natürlich ist das Internet hierbei nicht mehr wegzudenken, doch es sollte nicht vergessen werden, dass das Internet lediglich die Verbindung zum Nachweis herstellt und nicht selbst als Beleg dient. Der Finanzjournalismus ist bei der Erschließung explizierter Nachrichten oft auf die Unternehmen selbst angewiesen. Dies geschieht durch einen regen Kontakt mit der Pressestelle der jeweiligen Unternehmen. Aber auch der Kontakt mit Börsenspezialisten und das eigne Know-how in Hinsicht auf Finanzthemen ist unwahrscheinlich wichtig. Eine Distanz zu den Presseabteilungen ist dennoch unumgänglich. So sollten Informationen, die von Unternehmen kommen, nie unreflektiert die Redaktion verlassen. Gerade Analysten versuchen in ihren Texten gut verschleierte Werbung mit einzubringen. Diese entdecken aber oftmals nur sehr erfahrene und gut ausgebildete Fachleute.

## Ausbildung
Eine gesonderte Ausbildung zum Finanzjournalisten gibt es nicht. Durch die sehr komplexen Wissensfelder des Finanzjournalismus ist es essentiell für die Akteure, ein breites Wissen in dieser Branche zu besitzen. Ein VWL-Studium und ein anschließendes Volontariat in einer Wirtschaftsredaktion, zum Beispiel, könnten der Einstieg in den Finanzjournalismus sein. Das Handbuch Finanzjournalismus ist ebenfalls ein gutes Mittel, in die Welt der Finanzgeschäfte zu finden.

## Auszeichnungen
- State Street Preis: Von 2005 bis 2018 wurde der State Street Preis für Finanzjournalismus verliehen. Vergeben wurde der Preis für Beiträge, die einen unmittelbaren Bezug zu institutioneller Vermögensverwaltung hatten.[1]
- Medienpreis für Finanzjournalisten: Seit 2002 wird der Medienpreis für Finanzjournalisten vergeben.[2] Ausgezeichnet werden Beiträge, die sich mit Bank- und Finanzfragen befassen.